# Mod (Computerspiele)
Eine Mod oder Modifikation (auch der oder das Mod; von englisch modification) ist eine üblicherweise kostenlose, meist von Hobby- oder selten auch beruflichen Spieleentwicklern erstellte Erweiterung bzw. Veränderung eines bereits veröffentlichten Computerspiels. In engerem Sinne bezeichnet Mod eine bestimmte Kategorie von Computerspielmodifikationen. Die Arbeit an solchen Mods sowie deren Anwendung in Spielen wird als Modding bezeichnet.

## Begriffliche Abgrenzung
Für die verschiedenen Möglichkeiten von Computerspielmodifikationen und -erweiterungen haben sich verschiedene Bezeichnungen etabliert:
- Ergänzungssets (Add-ons, Downloadable Content (DLC)) bieten meist eine Erweiterung der Handlung, Level, neue 3D-Modelle, Waffen o. ä.; das grundsätzliche Spielprinzip sowie meist auch die originalen Spielinhalte bleiben dabei unverändert und werden durch die neuen Inhalte lediglich ergänzt. Während der Begriff Add-on die englische Bezeichnung für Ergänzungsset im Allgemeinen darstellt und es sich dabei auch um einen DLC handeln kann, werden unter dem Begriff Downloadable Content ausschließlich vom Spielehersteller veröffentlichte Zusatzinhalte zu einem bereits bestehenden Spiel verstanden, die online heruntergeladen werden können. DLCs sind meistens kostenpflichtig.
- Mutatoren (v. lat.: mutare, „(ver)ändern“, „tauschen“) sind dynamisch zuschaltbare Programmveränderungen, die kleine und begrenzte Veränderungen am Spiel vornehmen, z. B. das Spieltempo erhöhen oder andere Spielregeln aktivieren. Mutatoren sind hauptsächlich in der Unreal-Reihe verbreitet.
- Mods (im engeren Sinne) nehmen eine Vielzahl von Ergänzungen und Veränderungen vor, wie z. B. der Komplettaustausch des Waffenarsenals oder einfach nur die Überarbeitung zahlreicher bereits vorhandener 3D-Modelle, Texturen, Level, oder Audiodaten. Wie Ergänzungssets behalten sie das Spielprinzip (zumindest zu großen Teilen) bei, verändern die originalen Spielinhalte jedoch grundlegend.
- Total Conversions (engl. für „vollständige Umwandlung“) modifizieren das Spiel völlig. Es bleibt lediglich die Spiel-Engine erhalten. Dabei kommen dieselben Veränderungen wie bei Mods zum Tragen, zusätzlich aber oft auch Veränderungen im grundlegenden Spielprinzip oder beispielsweise die Implementierung eines völlig neuen Szenarios oder eigener Fangames.[1]
- Standalone-Mods sind Mods oder Total Conversions, die inklusive einer Kopie der originalen Spiel-Engine vertrieben werden, und somit vollständig ohne das Originalspiel lauffähig sind.
- Engine-Mods stellen nicht vom Original-Hersteller erstellte, weiterentwickelte Versionen der Engine eines Spiels dar, die sowohl Fehler beheben, als auch neue Funktionen hinzufügen können.
- Inoffizielle Patches sind Anpassungen einer kommerziellen Software (häufig Spiele) durch die Nutzergemeinde, ausschließlich zur Fehler- oder Mängelbehebung (z. B. technische Limitierungen oder Kompatibilität). Diese Mod-Sonderform grenzt sich von anderen Mod-Arten dadurch deutlich ab, dass (Spiel-)Prinzip, Balancing und Inhalt explizit nicht verändert oder erweitert werden, sondern ausschließlich die Ursprungsvision der ursprünglichen Entwickler für die Software versucht wird zu stärken. Motivation diese zu erstellen ist typischerweise fehlender oder ausgelaufener offizieller Support (Abandonware) und erlangen typischerweise die Akzeptanz der Nutzergemeinde als „offizielle“ Supportfortführung.

Die Grenzen zwischen den Kategorien sind teilweise fließend; Mischformen sind möglich. Viele Spieler bevorzugen es deshalb, allgemein von „einer Mod“ zu sprechen, wenn es sich um eine abgeänderte Version eines Originalspiels handelt, egal wie zahlreich die vorgenommenen Veränderungen sind.

## Begriffserklärung
Die Art, in welcher eine Mod das betreffende Spiel verändert oder ergänzt, wird lediglich durch die Möglichkeiten der betreffenden Spiel-Engine und die Kreativität der Mod-Entwickler begrenzt, die sich in der Regel aus der Fanszene heraus zusammentun.
Oft unterstützen Spiele-Firmen selbst auch die Mod-Entwicklung, da sie eine vergleichsweise günstige Möglichkeit darstellt, das bereits fertiggestellte PC-Spiel zu ergänzen und somit für den Käufer noch attraktiver zu machen. Dazu veröffentlichen die Spieleentwicklungsfirmen spezielle Editoren und Software Development Kits zur Veränderung ihrer Spiele. Andernfalls wird seitens der Mod-Entwickler vereinzelt auch auf Techniken des Reverse Engineering zurückgegriffen.
Wann sich der Begriff Mod für die Veränderung eines Computerspiels durchsetzte und woher er genau kommt, gilt als umstritten. Belegt ist jedoch, dass seit der Mitte der 1990er Jahre bei dem Spiel Quake der Begriff des Patches sowie bei dem Spiel Doom die Abkürzung WAD (für Where’s all the data? Wo sind die ganzen Dateien?) neben Mod Verwendung findet. Ebenso die Formulierung Game-Hack (engl. für Spiele-Hack) ist belegt, jedoch heute unüblich (siehe auch Quake).
Die privaten Ersteller von Modifikationen werden landläufig als Modder bzw. Modderin bezeichnet. Es handelt sich hierbei um einen weiteren Anglizismus, der sich aus dem Wort modification gebildet hat, der, zumindest im Deutschen, auch als Abkürzung für Modifikations-Ersteller verstanden werden kann. Auch andere Ausdrücke für private Modifikationsersteller können gelegentlich vorkommen, wie z. B. Maker (engl. für Macher). Das Erstellen von privaten Modifikationen wird üblicherweise mit dem Slang-Ausdruck modding oder modden bezeichnet.

## Geschichte
Die kreative Beschäftigung mit Computerspielen, ob aus künstlerischen Beweggründen, einfacher Neugier oder wissenschaftlichem Interesse, begann bereits mit dem ersten Computerspiel Spacewar! (1961/62). Auch wenn es am Anfang noch keinen wirtschaftlichen Rahmen gab, so erfüllte die Begebenheit, dass Software modifiziert und diese Spielehacks oder Patches verbreitet wurden, alle Aspekte, die unter dem Begriff der Produktpiraterie verstanden werden.
Die Förderung von kreativer Beschäftigung und die damit teilweise einhergehende urheberrechtlichen Probleme sind zwei Aspekte, die bis heute die Computerspielmodifikation begleiten. In den Anfängen der Spieleindustrie in den 1980er Jahren rückte daher der Umgang damit in den Fokus der Spieleentwickler. Erst in den 1990er Jahren, als sowohl Computer einen gewissen Verbreitungsgrad bekamen und Spiele sowie Entwickler einen gewissen Bekanntheitsgrad erreichten, kam es zu den ersten richtungsweisenden Entscheidungen. Maßgeblich hierfür war das Entwicklerstudio id Software und das Ego-Shooter-Genre. Anstatt die Software immer stärker zu schützen, wurde das Erstellen von Hacks oder Homebrew-Editoren gefördert und unter anderem Anleitungen, Skripte sowie (auszugsweise) der Quellcode von Spielen veröffentlicht. Die positiven Aspekte im Zusammenspiel mit Moddergemeinschaften um Titel wie Doom (später Quake), Unreal Tournament und Half-Life, beeinflussten den Umgang der Computerspieleindustrie mit Mods maßgeblich.
Während im Laufe der späten 1990er Jahre bereits Modifikationen mit Vollpreis-Titeln vertrieben wurden und Modder häufig den Schritt vom Privatentwickler zum Hersteller vollzogen, erreichte im Jahre 2000 die Modding-Landschaft ihren ersten Höhepunkt. Die Veröffentlichung der Modifikation Counter-Strike wurde zu einem Phänomen, das weit über Spielergemeinden hinaus in der Öffentlichkeit bekannt wurde. Mit ihr traten auch weiträumig, zumindest im englischen Sprachraum, die Modder und ihre Modifikationen in das Licht einer breiteren Öffentlichkeit.
Bis heute ist der Übergang vom Modder zum Spieleentwickler fließend.

### Vor 1980
Die Modifikation, beziehungsweise das damals so bezeichnete Hacken, von Video- und Computerspielen begann bereits mit der Veröffentlichung von Spacewar! (Massachusetts Institute of Technology), dessen Fertigstellung auf 1962 mit der Einfügung des Sternenhimmel-Hintergrunds datiert wird. Nachdem das Spiel an weitere Institute verteilt worden war, begannen die dortigen Professoren sowie Studenten das Spiel ihren eigenen Wünschen anzupassen.
Obwohl das Modding von Computerspielen älter ist als die Computerspielindustrie, sollte es jedoch noch zwanzig Jahre dauern, bevor man von der ersten Mod im modernen Sinne sprechen sollte.

### 1980er Jahre
Im Jahr 1983, als sowohl die Verbreitung von Heim-Computern und die Etablierung von Computerspielen ihren Anfang nahm, wurde von Andrew Johnson und Preston Nevins eine Modifikation zu dem in Deutschland indizierten Computerspiel Castle Wolfenstein erstellt, die von vielen auch als die erste Mod bezeichnet wird: Castle Smurfenstein. Wesentliche Änderung dabei war der Austausch der Nazi-Soldaten des Originals sowie deren Stimmen gegen Schlümpfe.
Der Entwickler von Castle Wolfenstein, Muse Software, allen voran Silas S. Warner, legte dabei den Grundstein für den Umgang mit solchen Software-Hacks, indem er das Erstellen von privaten Modifikationen durch den Folgetitel Beyond Castle Wolfenstein (1984) durch einen leichter zugänglichen Code vereinfachte.
Aber auch andere Entwickler förderten die Eigenkreation von Spielinhalten, wie zum Beispiel Broderbunds Lode Runner (1983), das mit einem Editor dem Spieler ermöglichte eigene Levels/Maps (Spielareale) zu erstellen.

### 1990er Jahre
In den späten 1980er und frühen 90er Jahren wurde der Umgang mit Modifikationen maßgeblich von Shootern beeinflusst. Bereits für Duke Nukem (1991) entwickelten Modder nicht nur eigene Level, sondern ebenfalls Level-Editoren (siehe Homebrews), um in einer bedienfreundlichen Oberfläche solche Level zu erstellen.
1992 wurden schließlich die Anfangs-Level des ersten First-Person-Shooters Wolfenstein 3D von id Software im Internet frei angeboten. Die u. a. aufgrund dieser freien Verfügbarkeit anwachsenden Modderszene ermutigte die Entwickler, die Modifizierbarkeit für ihr nächstes Spiel Doom einfacher zu gestalten. Maßgeblich zeichnete dafür der Entwickler John Carmack verantwortlich. Dieser vertrat die Auffassung, dass der Quellcode von Spielen, im Sinne der Informationsfreiheit, der Öffentlichkeit zur freien Verfügung stehen sollte. Auch die ersten Level von Doom standen im Internet frei zur Verfügung; im Gegenzug bat id Software diesmal jedoch die Modder, nur Mods für die registrierte Version von Doom zu erstellen und nicht für die Freeware-Version.
Die Modder-Community hielt sich nicht nur an die Vorgabe, sondern entwickelte sogar Sicherheits-Features, so dass ihre Modifikationen nur mit der registrierten Version von Doom funktionierten. Somit legte sie den Grundstein für eine bis heute allgemein gültige, wenn auch ungeschriebene Verhaltensregel, die in verschiedenen Szenen auch als Modder- oder Modding-Codex bezeichnet wird. Ungeachtet juristischer Leitlinien reguliert dieser Modding-Codex in den verschiedenen Moddergemeinschaften den Umgang mit den für Spiele erstellten Inhalten. Zum einen wird den Wünschen des Entwicklerstudios nachgegeben, zum anderen jedoch auch den Wünschen anderer Modder. Am bekanntesten ist wohl der Satz „Give Credit, where Credit is due“ (engl. für Ehre wem Ehre gebührt). Dieser ruft dazu auf, Arbeiten von anderen Moddern auch als solche kenntlich zu machen (z. B. in einer Credit-Sektion in der Readme) und damit die Arbeitsleistung des Originalautors zu würdigen.
Während die Verkaufszahlen von Doom nach oben schossen, bemerkten die Entwickler von id Software, welches Potential in den verschiedenen Modifikationen steckte. Letztendlich enthielt Final Doom (1996) eine Vielzahl von Level, die von Moddern erstellt wurden. Ebenso waren für das nächste Spiel Quake (1996) mehrere Modder von id Software rekrutiert worden.
Auch der Modder Ben Morris hatte sich mit dem von ihm entwickelten Level Editor Doom Construction Kit einen Namen gemacht und wollte an den Erfolg des Editors mit einem weiteren, diesmal für Quake, anknüpfen: Worldcraft. Nach seiner Einstellung bei Valve 1997 wurde sein Worldcraft-Editor zum Grundstein der Entwicklung der Half-Life-Serie (1998) sowie deren Modding-Community, aus der ebenso der damalige halbe Stab von Valve bestand.
Gleichsam arbeitete Tim Sweeny, um dessen Titel ZZT sich eine der ersten Modding-Communities geformt hatte, an der Unreal Engine. Mehrere ehemalige Doom- und Quake-Modder wurden ebenfalls von seiner Firma Epic Games rekrutiert und schufen den Titel Unreal Tournament (1999).
Alle drei Titel (Quake, Unreal und Half-Life) kamen mit Editoren und umfangreicher Dokumentation auf den Markt. Viele Titel, an denen Mitarbeiter von id Software, Valve oder Epic Games Anteil hatten, stehen bis heute in dieser Tradition.

### 2000 bis heute
Im Jahre 2000 wurden Modifikationen auch außerhalb ihres Genres bekannt.
Auf der Half-Life Mod Expo, auf der seit 1999 Modifikationen basierend auf der Half-Life-Spiel-Engine von Valve vorgestellt werden, machte ein Titel namens Counter-Strike auf sich aufmerksam.
Im Gegensatz zum Originalspiel und dessen Spielmodus Deathmatch (Jeder gegen Jeden) traten hier die Spieler in zwei Gruppen in einer Art Variante von Räuber und Gendarm gegeneinander an. Counter-Strike war, zumindest im englischen Sprachraum, der Wendepunkt, an dem auch die Öffentlichkeit verstand, dass Modder nicht nur kleine Spielzusätze an ihrem Haus-PC erstellten, sondern Modifikationen, die es in Qualität und Umfang mit Vollpreis-Titeln aufnehmen konnten. Die zahlreichen Aktualisierungen im Zusammenspiel mit der hohen Popularität im Mehrspieler brachten Valve dazu das Einspielen von Patches für den Endanwender zu automatisieren und waren der Anstoß für die Steam-Plattform.
Während das Shootergenre die Moddingszene der 1990er maßgeblich dominierte, setzten um die Jahrtausendwende auch Computer-Rollenspiel-Entwickler auf die Möglichkeit des umfangreichen Moddings. Hier entwickelte sich die Zielsetzung jedoch vor allem durch das Genre selbst, das sich anfangs eng mit dem Pen&Paper-Rollenspiel verbunden sah und dessen Möglichkeiten man auf den Computer übertragen wollte.
So integrierte Nihilistic Software einen Editor in Vampire: Die Maskerade – Redemption (2000), der es Spielergruppen und Moddern ermöglichen sollte, am Computer ein virtuelles Pen&Paper mit all seinen Möglichkeiten zu spielen. Trotz umfangreicher Dokumentation, von der Level-Erstellung bis zu theoretischen Praktiken aus der Filmhochschule zur Erstellung von Filmsequenzen (sogenannte Zwischensequenzen), setzte sich das System jedoch nicht durch.
2002 legten der Entwickler Bethesda Softworks dem Rollenspiel Morrowind das The Elder Scrolls Construction Set sowie der Entwickler BioWare das Aurora-Toolset, dem ersten Teil der Neverwinter-Nights-Reihe, nebst ausführlicher Dokumentation, bei. Daraus resultierend haben sich für beide Serien starke Moddingszenen ausgebildet.
Im selben Jahr kam der erste DLC-Inhalt (Downloadable Content) mit der Einführung des Xbox-Live-Netzwerks für das Spiel MechAssault auf den Markt (siehe BattleTech).
Bis heute folgt das Shooter-Genre maßgeblich der Tradition der Modifizierbarkeit, während andere Genre je nach Spielinhalt bestimmte Ausrichtungen fördern (z. B. eine Fokussierung auf das Erstellen neuer Level). Hierbei ist es je nach Hersteller unterschiedlich, inwieweit er die Modifizierbarkeit seiner Software unterstützt und legalisiert. Meist ist das Spielgenre bzw. der Spielinhalt entscheidend. Dabei ist es vielen Modifikationen mittlerweile gelungen, weit über ihre Fangemeinde hinaus bekannt zu werden. Bestes Beispiel dafür bleibt wohl Counter-Strike, das ursprünglich als eine Modifikation für das Spiel Half-Life entwickelt wurde, mittlerweile aber auch als eigenständiges Spiel erhältlich ist, sowie Tactical Ops: Assault on Terror auf der Unreal-Tournament-Basis oder Team Fortress.
Heutzutage gibt es fast zu sämtlichen bekannteren Computerspielen Moddergemeinschaften, die Zusätze verschiedenster Art erstellen. So besitzen sowohl auch Simulationen wie IL-2 Sturmovik oder Die Sims sowie Echtzeitstrategiespiele wie Total War oder Command & Conquer kreative Szenen.
Gerade in den letzten Jahren treten vermehrt Titel von Herstellern auf, die ursprünglich aus Moddern oder sogenannten Modding-Teams bestanden.

## Modifikationen für Spielkonsolen
Verschiedene Konsolenspiele versuchten mit Editoren ebenfalls eine Form von modding zu etablieren, wie zum Beispiel Timesplitters (2000) von Free Radical Design, dessen Spiel ein Leveleditor enthielt. Hierbei standen jedoch die technischen Möglichkeiten einer Konsole (vor allem der begrenzte Speicher sowie Bedienfreundlichkeit) einer größeren Moddingszene im Weg. Während fehlende Distributionsmöglichkeiten anfänglich ebenso ein Problem darstellten, sind es heute Lizenzverträge der Spieleentwickler mit den jeweiligen Konsolenherstellern sowie Sicherheitsgründe, weswegen Modifikationen von Privatpersonen für Spielkonsolen selten bis gar nicht unterstützt werden.

## Bedeutung für die Spieleindustrie
Der Umgang mit privaten Modifikationen ist nach wie vor, für Entwickler, von positiven wie auch negativen Begleiterscheinungen geprägt. Auf der einen Seite können sie Popularität, Qualität und Langlebigkeit (Produktlebenszyklus) eines Titels fördern, auf der anderen Seite haben Modder Einblick in die Software und können dadurch von außen einen Einfluss auf Entscheidungen von Spielentwickler oder Verleih (Publisher) ausüben.

### Positive Aspekte
Im Idealfall profitieren Spielehersteller von der Arbeit der Modder. So kopieren verschiedene Entwickler Modinhalte, um sie in Folgetiteln zu integrieren oder bringen überarbeitete Zusätze heraus, die aus Modifikationen bestehen. Hier sei zum Beispiel das Sid-Meier’s-Civilization-Zusatzpaket Beyond the Sword genannt, das die Modifikationen Rhye's and Fall of Civilization und Fall from Heaven beinhaltet.
In wenigen Fällen schaffen es diese Modifikationen sogar als eigenständige Vollpreistitel in den Verkauf. Bekannteste Modifikation bleibt Counter-Strike, auf Basis von Half-Life (1998) bzw. Half-Life2 (2004) oder Team Fortress, eine ursprünglich für Quake entwickelte Mehrspieler-Modifikation (1996), die die Genre-Maßstäbe des Mehrspieler-Modus für Shooter setzte und oftmals kopiert wurde. Andere Modifikation schafften es zu alternativen Nachfolgern bestehender Spielerserien zu werden, so wie Jagged Alliance 2: Wildfire (2004), ursprünglich eine Modifikation von Jagged Alliance 2 (1999). oder warteten mit erweiternden Möglichkeiten auf. Wie InstaGib ein Mutator für Quake, der eine Form von Realitätsmodus, als fortgeschrittenen Schwierigkeitsvariante (ein Schuss und Tod) einfügte, wie sie heute auch in verschiedenen Formen in anderen Shootern existiert oder Multi Theft Auto, das einen Mehrspielermodus in Grand Theft Auto III (2001) implementierte.
Anders können Modifikationen auch einen unvorhersehbaren Einfluss auf das Genre oder die Industrie haben. So trug die starke deutsche Moddingszene zu dem Rollenspiel Oblivion (2006), begünstigt durch die deutsche Synchronlandschaft durch eine Vielzahl professionell vertonter Modifikationen (zum Beispiel M.Syd jr.'s Blood&Mud, an der ein Team aus TV und Radio mitwirkte, oder Nehrim in der die Band Schandmaul einen Auftritt hatte), dazu bei, die Synchronisation von Computerspielen vermehrt in den Fokus von Spielern sowie Fachpresse zu rücken.
In einigen Fällen werden Modder von erfolgreichen oder erfolgversprechenden Modifikationen von Spielefirmen unter Vertrag genommen. So geschehen zum Beispiel bei Desert Combat einer Modifikation für das Spiel Battlefield 1942 (2002) von Digital Illusions CE, dessen Team für den Folgetitel Battlefield 2 (2005) mitwirkte oder DayZ, eine Zombiemodifikation für Arma 2 (2009) die noch vor Fertigstellung von Bohemia Interactive als eigenständiger Titel übernommen wurde und deren Modder als Projektleiter eingestellt.

### Negative Aspekte
Vor allem die von Spieleentwicklern angebotene DLCs können in einer Konkurrenz zu privaten Modifikationen stehen, insofern sie kostenpflichtig sind. Auch Mikrotransaktionen werden durch kostenfreie Angebote geschwächt. Selbst zu Folgetiteln stehen ambitionierte Mods mitunter in Konkurrenz.
Die Debatte um Gewalt in Computerspielen in Deutschland zielte anfangs maßgeblich auf die Modifikation Counter-Strike, welche zum Zeitpunkt hitziger Diskussionen bereits als Vollpreistitel erhältlich war. Nach dem Amoklauf von Erfurt im April 2002 forderten einige Politiker, darunter der damalige Kanzlerkandidat Edmund Stoiber (CSU) sowie Wolfgang Clement (SPD), ein Verbot von sogenannten „Killerspielen“, da der Täter unter anderem auch Counter-Strike gespielt hatte.
Die Hot Coffee Mod für Grand Theft Auto: San Andreas, die verworfene Sexszenen freischaltete, sorgte für Verkaufsverbote in Australien und Klagen von Verbrauchern in den Vereinigten Staaten von Amerika. Der Rechtsstreit kostete den Publisher 20 Millionen US-Dollar Schadensersatz.

## Beispiele

### Counter-Strike
Ursprünglich ein Privatprojekt, erdacht als Total Conversion von Half-Life, wurde Counter-Strike später als eigenständiges Spiel vermarktet und teilt sich in der sogenannten Retailversion mit Half-Life bzw. Half-Life 2 lediglich wenige Spielressourcen (wie etwa Texturen). Counter-Strike gilt als die bekannteste Modifikation überhaupt.

### Desert Combat
Desert Combat ist eine Total Conversion für das Spiel Battlefield 1942 und wurde gegen Ende der Entwicklung mehr als doppelt so viel gespielt wie Battlefield 1942 selbst. Ein Großteil des Teams hinter Desert Combat wurde für die Entwicklung des Nachfolgespiels von Battlefield 1942, Battlefield 2, unter Vertrag genommen.

### Defense of the Ancients
Defense of the Ancients startete als Modifikation von Warcraft 3. Valve kaufte den Entwickler und brachte Dota 2 mit der eigenen Source-Engine auf den Markt.

### Forgotten Hope
Forgotten Hope ist eine von einem internationalen Team erstellte, umfassende Modifikation für das Spiel Battlefield 1942. Ziel der Modifikation war es, den Zweiten Weltkrieg so realistisch wie möglich zu gestalten. Das zeigt sich vorwiegend in einem genauen Schadensmodell, detailgetreuen 3D-Modellen sowie gut recherchierten Schlachten. Da die Modifikation ebenfalls den Zweiten Weltkrieg, beschreibt, handelt es sich bei Forgotten Hope eher um eine umfassende Erweiterung. Das Spiel erhielt die Auszeichnung zum Mod des Jahres 2010. Teil zwei der Modifikation, Forgotten Hope 2, welches für Battlefield 2 erschien, ist hingegen eine Total Conversion des Spiels.

### InstaGib
InstaGib ist ein klassischer Mutator aus der Mehrspielerschiene der Unreal-Reihe. Hierbei werden lediglich alle Waffen gegen eine Instant-Kill-Waffe mit unbegrenzter Munition ersetzt.

### Jagged Alliance: Wildfire
Ursprünglich erweiterte Wildfire das Ursprungsspiel, Jagged Alliance 2, nur um neue Waffen und realistischeres Verhalten dieser Waffen. Heute wird Wildfire als allein lauffähiges Spiel und Erweiterung des eigentlichen Spiels vertrieben.

### Multi Theft Auto
Multi Theft Auto ist die erste Mehrspieler-Mod für GTA III. Die Mod erweitert das Spiel (bzw. dessen Nachfolger Vice City und San Andreas) um einen Mehrspielermodus, sodass mehrere Spieler über LAN oder Internet gemeinsam in einer Stadt spielen können. Daneben gibt es weitere Mehrspieler-Mods für Grand Theft Auto wie San Andreas Multiplayer.

### Team Fortress
Team Fortress ist eine Mehrspieler-Mod, welche bereits viele Züge einer Total Conversion aufweist. Ursprünglich 1996 für Quake entwickelt, wurden nach dem Spielprinzip für etliche weitere Spiele Modifikationen in Anlehnung an Team Fortress entwickelt. Valve entwickelte Team Fortress Classic auf Basis der GoldSrc-Engine und später Team Fortress 2 auf der Source-Engine.

### Battlefield 2142
First Strike ist eine Mehrspieler-Mod für Battlefield 2142, welche bereits viele Züge einer Total Conversion aufweist. Sie wurde in Anlehnung an das Star-Wars-Universum entwickelt. In ähnlicher Weise bezieht sich Revenge-of-the-Fallen auf das Stargate-Universum.

### Minecraft
Für Minecraft stehen zahlreiche Mods von Drittanbietern zur Verfügung. Darunter solche, die durch Shader die Grafik des Sandbox-Spiels verändern, aber auch Gameplay-Modifikationen, die das Grundspiel um Spielmodi, Karten oder Gegenstände erweitern. In einem zukünftigen Update soll das Programmieren und Installieren von Plug-ins erleichtert werden und so auch Spielern ohne tiefergehende Programmierkenntnisse offen stehen.

### Panzer Corps
Das Spiel Panzer Corps bietet durch die Engine und den Spielverlauf beste Voraussetzungen für das Modden. In diesem Zusammenhang sind Modifikation im Stile einer Total Conversion seit 2011 immer wieder erschienen. Diese umfangreichen Erweiterung zum Spiel, mit eigens gestalteten Einheiten, Szenarien und Karten haben in der Fangemeinde viel Beachtung gefunden. Ergänzend zu diesen Erweiterungen aus der Fangemeinde erscheinen in regelmäßigen Abständen kleinere Mods mit neuen Einheiten (Unit Mods), neu gestalteten Einheiten (Sprites) und veränderten Optionen im Spiel (Mutatoren Mods). Diese Modifikationen sind in der Fangemeinde als Ergänzung zu den offiziellen Ergänzungssets (DLC) des Spielherstellers Slitherine weitverbreitet. Alle diese privat erstellten Modifikationen der Fangemeinde sind auf diversen Fanseiten und Foren zu finden bzw. können dort kostenlos heruntergeladen werden.